# Los Barrios de Luna
Los Barrios de Luna là một đô thị trong tỉnh León, Castile và León, Tây Ban Nha. Theo điều tra dân số 2004 (INE), đô thị này có dân số là 329 người.